# روزي ملك يونان
روزى ملك يونان (بالإنجليزية: Rosie Malek-Yonan) (بالسريانية: ܪܘܙܝ ܡܠܟ ܝܘܢܢ؛ بالفارسية: رزی ملک یونان) (ولدت 4 يوليه 1965) هي ممثلة، فنانة، مخرجة وكاتبة اشورية وناشطة في مجال حقوق الإنسان.
ولدت في طهران، إيران، من أصل يرجع إلى عائلة من أقدم وابرز العائلات الاشورية، جذورها الاشورية تعود إلى إحدى عشر قرن تقريبا. عائلة ملك أتت من قرية اشورية في كوك تبه (گوگ تپه) في أرومية شمال غرب إيران. كوك تبه كانت أكبر قرية اشورية مسيحية في المنطقة.

## روابط خارجية
- روزي ملك يونان على موقع IMDb (الإنجليزية)
- روزي ملك يونان على موقع ألو سيني (الفرنسية)
- روزي ملك يونان على موقع قاعدة بيانات الأفلام السويدية (السويدية)
- روزي ملك يونان على موقع قاعدة بيانات الفيلم (الإنجليزية)
- روزي ملك يونان على موقع كينوبويسك (الروسية)